# I'll Be There for You (chanson de Bon Jovi)
Pour les articles homonymes, voir I'll Be There for You.
Singles de Bon Jovi
Born to Be My Baby
(1988) Lay Your Hands on Me
(1989)
Clip vidéo
[vidéo] « I'll Be There for You », sur YouTube
I'll Be There for You est une chanson du groupe de rock américain Bon Jovi extraite de leur quatrième album studio, New Jersey, paru le 19 septembre 1988.
Le 4 avril 1989, environ six mois et demi après la sortie de l'album, la chanson a été publiée en single. C'était le troisième single tiré de cet album.
I'll Be There for You a atteint la 1re place dans le Hot 100 du magazine américain Billboard,,, devenant la quatrième chanson du groupe Bon Jovi à atteindre la 1re place aux États-Unis.